# Ботсвана на летних Олимпийских играх 2016
Ботсвана на летних Олимпийских играх 2016 года была представлена 12 спортсменами в 3 видах спорта. Это самая многочисленная делегация за всю историю выступления страны на Олимпийских играх. Знаменосцем сборной Ботсваны на церемонии открытия Игр стал единственный олимпийский медалист в истории страны, серебряный призёр 2012 года в беге на 800 метров, легкоатлет Найджел Амос, а на церемонии закрытия — ещё один легкоатлет, многократный чемпион Африки Айзек Макуала, который в Рио смог пробиться в полуфинал в беге на 400 метров, а также вместе со сборной занял 5-е место в эстафете 4×400 метров. По итогам соревнований на счету ботсванских спортсменов не оказалось ни одной награды.

## Состав сборной
Дзюдо
1. Гавин Могопа

 Лёгкая атлетика
1. Найджел Амос
2. Айзек Макуала
3. Леанаме Маотоанонг
4. Боитумело Масило
5. Онкабетсе Нкоболо
6. Карабо Сибанда
7. Баболоки Тебе
8. Кристин Ботлогетсве
9. Лидия Джеле

 Плавание
1. Давид ван дер Колфф
2. Наоми Руэле

## Результаты соревнований

### Водные виды спорта

#### Плавание
В следующий раунд на каждой дистанции проходят спортсмены, показавшие лучший результат, независимо от места, занятого в своём заплыве.
Мужчины
| Дистанция           | Спортсмены          | Предварительный раунд | Предварительный раунд | Предварительный раунд | Полуфинал            | Полуфинал            | Полуфинал            | Финал                | Финал                |
| Дистанция           | Спортсмены          | Заплыв                | Результат             | Место                 | Заплыв               | Результат            | Место                | Результат            | Место                |
| ------------------- | ------------------- | --------------------- | --------------------- | --------------------- | -------------------- | -------------------- | -------------------- | -------------------- | -------------------- |
| 100 метров на спине | Давид ван дер Колфф | 1                     | 57,77                 | 35                    | Завершил выступление | Завершил выступление | Завершил выступление | Завершил выступление | Завершил выступление |

Женщины
| Дистанция                | Спортсмены  | Предварительный раунд | Предварительный раунд | Предварительный раунд | Полуфинал | Полуфинал | Полуфинал | Финал     | Финал |
| Дистанция                | Спортсмены  | Заплыв                | Результат             | Место                 | Заплыв    | Результат | Место     | Результат | Место |
| ------------------------ | ----------- | --------------------- | --------------------- | --------------------- | --------- | --------- | --------- | --------- | ----- |
| 50 метров вольным стилем | Наоми Руэле |                       |                       |                       |           |           |           |           |       |

### Дзюдо
Соревнования по дзюдо проводились по системе с выбыванием. В утешительные раунды попадали спортсмены, проигравшие полуфиналистам турнира. Два спортсмена, одержавших победу в утешительном раунде, в поединке за бронзу сражались с дзюдоистами, проигравшими в полуфинале.
Мужчины
| Категория | Спортсмены   | 1/32 финала        | 1/16 финала               | 1/8 финала           | Четвертьфинал        | Полуфинал            | Финал                | Место |
| Категория | Спортсмены   | Соперник Результат | Соперник Результат        | Соперник Результат   | Соперник Результат   | Соперник Результат   | Соперник Результат   | Место |
| --------- | ------------ | ------------------ | ------------------------- | -------------------- | -------------------- | -------------------- | -------------------- | ----- |
| до 60 кг  | Гавин Могопа | Не участвовал      | CZEП. Петржиков П 000:110 | Завершил выступление | Завершил выступление | Завершил выступление | Завершил выступление | 17    |

### Лёгкая атлетика
Мужчины
Беговые дисциплины
| Дисциплина            | Спортсмен                                                         | Предварительный раунд | Предварительный раунд | Предварительный раунд | Четвертьфиналы | Четвертьфиналы | Четвертьфиналы | Полуфиналы                                                        | Полуфиналы                                                        | Полуфиналы                                                        | Финал | Финал |
| Дисциплина            | Спортсмен                                                         | Забег                 | Время                 | Место                 | Забег          | Время          | Место          | Забег                                                             | Время                                                             | Место                                                             | Время | Место |
| --------------------- | ----------------------------------------------------------------- | --------------------- | --------------------- | --------------------- | -------------- | -------------- | -------------- | ----------------------------------------------------------------- | ----------------------------------------------------------------- | ----------------------------------------------------------------- | ----- | ----- |
| бег на 400 метров     | Карабо Сибанда                                                    |                       |                       |                       | не проводится  | не проводится  | не проводится  |                                                                   |                                                                   |                                                                   |       |       |
| бег на 400 метров     | Айзек Макуала                                                     |                       |                       |                       | не проводится  | не проводится  | не проводится  |                                                                   |                                                                   |                                                                   |       |       |
| бег на 400 метров     | Баболоки Тебе                                                     |                       |                       |                       | не проводится  | не проводится  | не проводится  |                                                                   |                                                                   |                                                                   |       |       |
| бег на 800 метров     | Найджел Амос                                                      |                       |                       |                       | не проводится  | не проводится  | не проводится  |                                                                   |                                                                   |                                                                   |       |       |
| бег на 800 метров     | Боитумело Масило                                                  |                       |                       |                       | не проводится  | не проводится  | не проводится  |                                                                   |                                                                   |                                                                   |       |       |
| Эстафета              | Предварительный раунд                                             | Предварительный раунд | Предварительный раунд | Предварительный раунд | Полуфинал      | Полуфинал      | Полуфинал      | Финал                                                             | Финал                                                             | Финал                                                             | Финал | Финал |
| Эстафета              | Состав                                                            | Забег                 | Время                 | Место                 | Забег          | Время          | Место          | Состав                                                            | Состав                                                            | Состав                                                            | Время | Место |
| эстафета 4×400 метров | Айзек Макуала Карабо Сибанда Онкабетсе Нкоболо Леанаме Маотоанонг |                       |                       |                       | не проводится  | не проводится  | не проводится  | Айзек Макуала Карабо Сибанда Онкабетсе Нкоболо Леанаме Маотоанонг | Айзек Макуала Карабо Сибанда Онкабетсе Нкоболо Леанаме Маотоанонг | Айзек Макуала Карабо Сибанда Онкабетсе Нкоболо Леанаме Маотоанонг |       |       |

Женщины
Беговые дисциплины
| Дисциплина        | Спортсмен           | Предварительный раунд | Предварительный раунд | Предварительный раунд | Четвертьфиналы | Четвертьфиналы | Четвертьфиналы | Полуфиналы | Полуфиналы | Полуфиналы | Финал | Финал |
| Дисциплина        | Спортсмен           | Забег                 | Время                 | Место                 | Забег          | Время          | Место          | Забег      | Время      | Место      | Время | Место |
| ----------------- | ------------------- | --------------------- | --------------------- | --------------------- | -------------- | -------------- | -------------- | ---------- | ---------- | ---------- | ----- | ----- |
| бег на 400 метров | Кристин Ботлогетсве |                       |                       |                       | не проводится  | не проводится  | не проводится  |            |            |            |       |       |
| бег на 400 метров | Лидия Джеле         |                       |                       |                       | не проводится  | не проводится  | не проводится  |            |            |            |       |       |